# Szűz Mária-templom (Vereknye)
A Szűz Mária-templom (szlovákul: Kostol Mena Panny Márie) 1879-ben épült, Pozsony-Vereknye (szlovákul: Bratislava-Vrakuňa) kerületében, a Mezőgazdasági utcán (szlovákul: Poľnohospodárska ulica) található. Nem megfelelő beefogadóképessége miatt a templomot kibővítették. Az alapzatot és a bővítményt 1993. február 28-án avatták fel. Az új templomot 1994. január 1-jén vették használatba, és az ünnepi szentelést Sokol János (kiejtés:  [Szokol János]) érsek végezte 1995. szeptember 9-én.

## Fordítás
Ez a szócikk részben vagy egészben  a   Church of the Virgin Mary, Vrakuňa című angol Wikipédia-szócikk ezen változatának fordításán alapul.  Az eredeti cikk szerkesztőit annak laptörténete sorolja fel. Ez a jelzés csupán a megfogalmazás eredetét és a szerzői jogokat jelzi, nem szolgál a cikkben szereplő információk forrásmegjelöléseként.